# Rudgea loretensis
Rudgea loretensis är en måreväxtart som beskrevs av Paul Carpenter Standley. Rudgea loretensis ingår i släktet Rudgea och familjen måreväxter. Inga underarter finns listade i Catalogue of Life.